# پیت پونت
پیت پونت (انگلیسی: Piet Punt; ۶ فوریهٔ ۱۹۰۹ – ۵ ژوئیهٔ ۱۹۷۳) بازیکن فوتبال اهل هلند بود.
وی همچنین در تیم ملی فوتبال هلند بازی کرده‌است.